# Sojuz 40
Salut 6 EP-10 (kod wywoławczy «Днепр» - Dniepr) – dziesiąta krótkotrwała misja na stację kosmiczną Salut 6. Szesnasty udany załogowy lot kosmiczny na tę stację.

## Załoga

### Start
- Leonid Popow (2) – ZSRR
- Dumitru Prunariu (1) – Rumunia

### Dublerzy
- Jurij Romanienko (3) – ZSRR
- Dumitru Dediu (1) – Rumunia

### Lądowanie
- Leonid Popow (2) – ZSRR
- Dumitru Prunariu (1) – Rumunia

## Przebieg misji
Sojuz 40 to radziecka załogowa misja kosmiczna, będąca dziewiątą międzynarodową ekspedycją w ramach programu Interkosmos. Był to jednocześnie ostatni lot kapsuły Sojuz drugiej generacji. Na pokładzie znajdował się pierwszy kosmonauta z Rumunii. Dzień po starcie, 15 maja, nastąpiło połączenie Sojuza z kompleksem orbitalnym, na którym pracowała stała załoga w składzie Władimir Kowalonok i Wiktor Sawinych. W czasie wspólnego lotu kosmonauci obu załóg przeprowadzili 23 eksperymenty przygotowane przez naukowców ZSRR i Rumunii. Prunariu przeprowadził także badania pola magnetycznego Ziemi. Ostatniego dnia lotu wykonał również z orbity zdjęcia terytorium Rumunii. Kosmonauci przeprowadzili też próby systemu orientacji stacji. Sojuz 40 był ostatnią kapsułą Sojuz, która połączyła się ze stacją Salut 6